# Corallistes microtuberculatus
Corallistes microtuberculatus är en svampdjursart som beskrevs av Schmidt 1870. Corallistes microtuberculatus ingår i släktet Corallistes och familjen Corallistidae.
Artens utbredningsområde är havet utanför Kap Verde. Inga underarter finns listade i Catalogue of Life.